# Jüdischer Friedhof Loštice

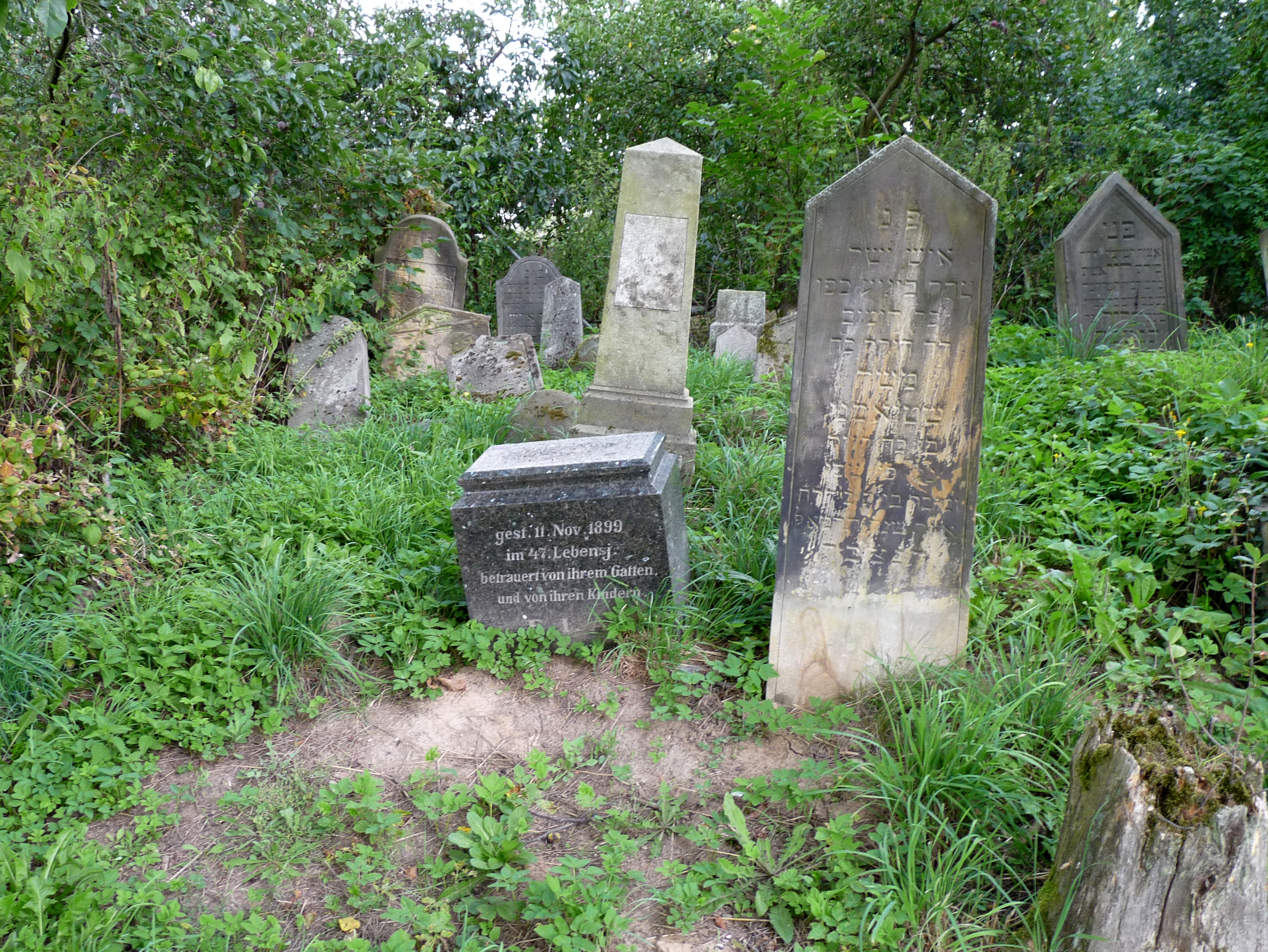
Jüdischer Friedhof in Loštice

Der Jüdische Friedhof Loštice in der mährischen Gemeinde Loštice in Tschechien wurde etwa 1544 angelegt, Beisetzungen fanden bis 1942 statt.

## Geschichte
Die meisten verfügbaren Quellen gehen davon aus, dass der Friedhof 1544 angelegt wurde beziehungsweise in diesem Jahr belegt ist. Er nimmt eine Fläche von 6500 m² ein und es befinden sich dort etwa 650 Grabsteine, die meisten aus Sandstein.
Der älteste bestimmbare Grabstein soll aus dem Jahr 1718 stammen, andere Quellen geben das Jahr 1680 an. Die Grabsteine haben meist hebräische und deutsche Beschriftungen, ein Teil von ihnen auch tschechische. Das letzte Begräbnis fand 1942 statt, einer Quelle zufolge soll es Beisetzungen auch nach dem Zweiten Weltkrieg gegeben haben.
Einigen Berichten zufolge soll 1743 ein neuer jüdischer Friedhof nördlich der Synagoge geplant worden sein, es gibt aber keine Belege, dass er benutzt worden ist.
Seit dem 3. Mai 1958 ist der Friedhof als Kulturdenkmal geschützt.